# Browning M1906

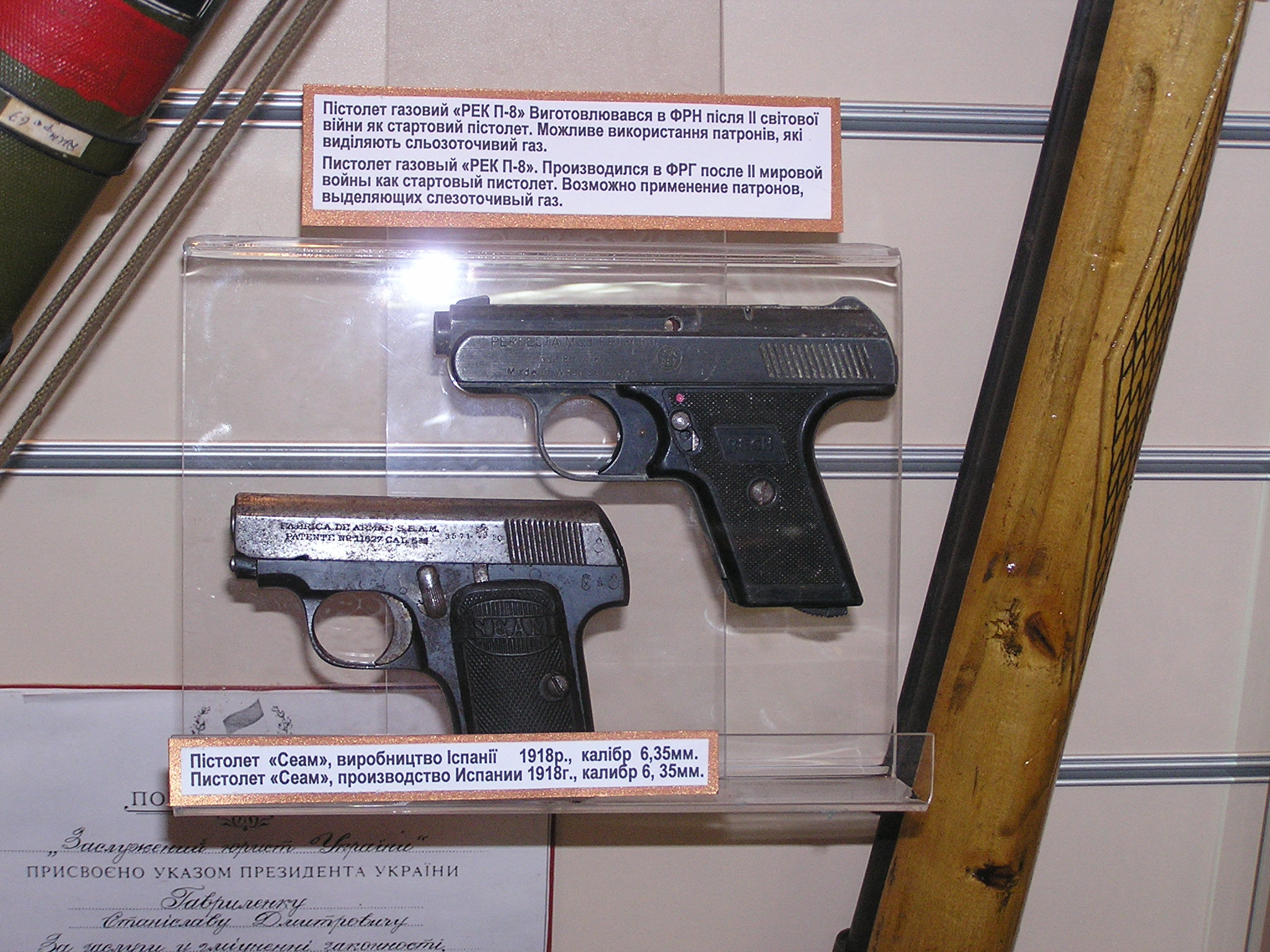
Іспанський пістолет фірми S.E.A.M 1918 г.(створений на основі Браунінга 1906 р., «Ейбарський тип»)

Browning M1906 — бельгійський кишеньковий пістолет, розроблений Джоном Мозесом Браунінгом в 1905 році, але серійно випускався бельгійською компанією «Fabrique Nationale d'Armes de Guerre Herstal» (FN) з 1906 року. У зв'язку з цим у США пістолет відомий як FN Model 1905 року патенту, а в Європі як FN Model 1906 року початку виробництва. До 1914 року було вироблено близько 503 434 одиниць. До початку Другої світової війни виробництво завершилося, всього було виготовлено близько 1200000 штук цих пістолетів. З 1908 р. у США компанією Кольт вироблявся такий самий, з незначними відмінностями, пістолет Colt Model 1908 Vest Pocket. Досить вдала конструкція цієї зброї та її технологічність послужила поштовхом до копіювання цієї системи та іншими виробниками. Особливо багато наслідувань було на рахунку численних збройових компаній з іспанського міста Ейбар, узагальнено їх називають «Ейбарський тип».
Браунінг зразка 1906 р. був одним з пістолетів, які дозволялося купувати власним коштом і носити поза строєм офіцерів російської імператорської армії.

## Конструкція
Самозарядний пістолет, автоматика працює за принципом віддачі вільного затвора. Поворотна пружина розміщена під стволом. Ударно-спусковий ударниковий механізм, з окремою бойовою пружиною. Відокремлений коробчатий магазин на 6 набоїв розміщується в рукоятці. Запобіжників два — прапорця типу на рамці зліва і автоматичний у вигляді клавіші на задній стінці рукоятки, він вимикається при правильному охопленні рукоятки рукою. Перші випуски не мали запобіжника прапорця. Прицільні пристрої найпростіші: дві паралельні канавки вздовж верхньої поверхні кожуха-затвора. Стріляні гільзи відбиваються праворуч.
|  |

Існували варіанти з подовженим стволом, що далеко виступає за зріз кожуха-затвора.